# Prajapati

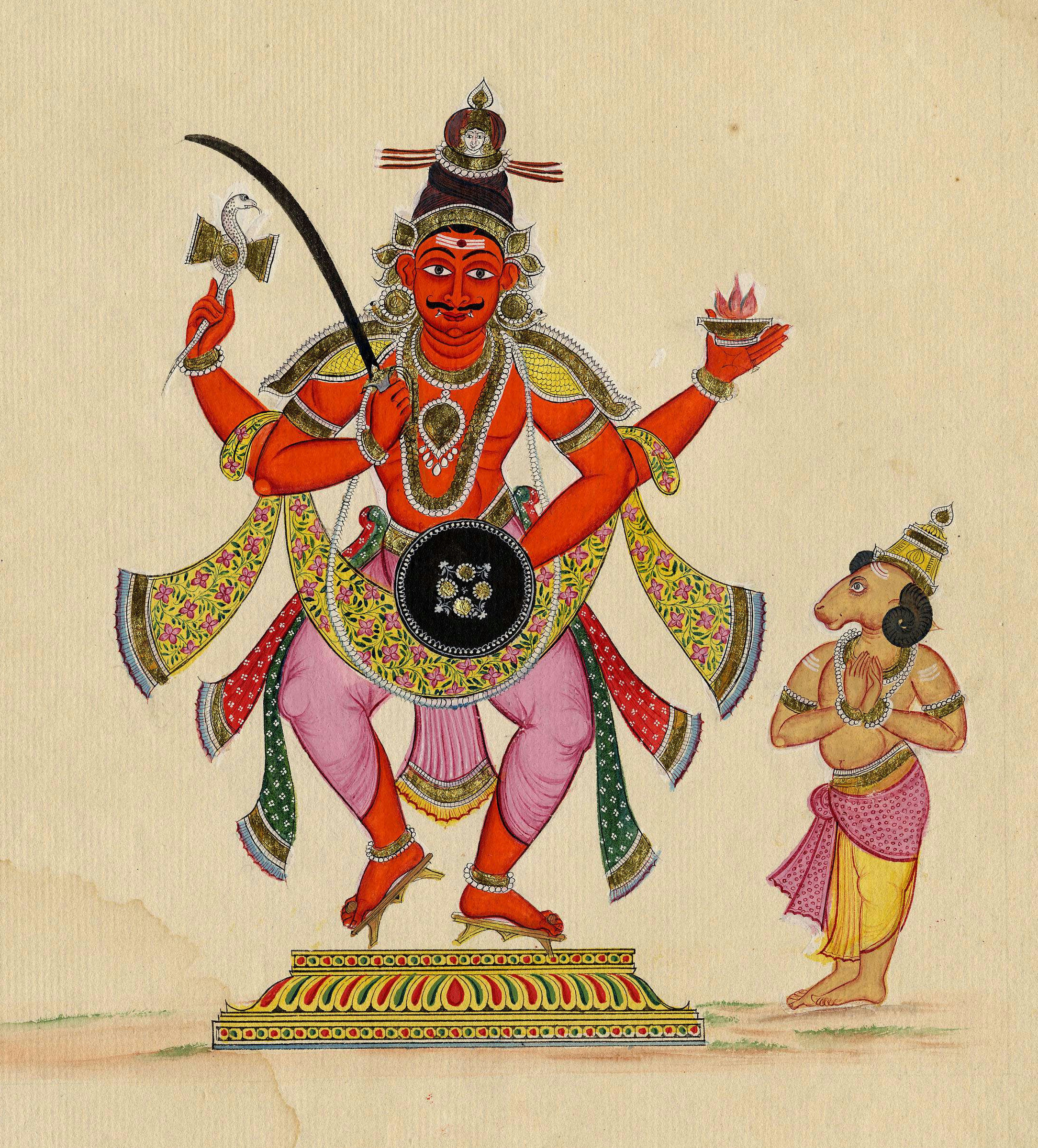
Daksha met de ramskop (rechts) en Virabhadra (links)

Een Prajapati is in het hindoeïsme een van de verstand-geboren zonen van Brahma die hij schiep toen hij de wereld wilde bevolken. Ze worden gezien als de scheppers en voorouders van de mensen.  De naam komt van praja (nakomelingen) en pati (heer), ofwel Heer van nakomelingen. Hij is de Koning der Koningen (Rajanya of Rajan). Ze behoren tot de mindere goden van het Indiase pantheon. Ze worden ook Brahmas, Brahmarishi's, Brahmaputra's of Brahmana's genoemd. Hun aantal kan per geschrift verschillen.
In de Purana's worden zesentwintig Prajapati's genoemd. De Vishnu Purana noemt er negen. In de Rigveda wordt Hiranyagarbha (Brahma) als Prajapati gezien. Hij wordt uit een gouden (hiranya) ei (garbha) geboren, dat zich deelt in hemel en aarde. In de Upanishads wordt de Ziel van het Universum of Brahman Prajapati genoemd. In de Srimad Bhagavatam is Viswakarman (Twastri) de leider van de Prajapati's en met hem er bij zijn er dan elf. De Mahabharata noemt er veertien. Daar is Viswakarman afwezig en zijn Prachetas, Gautama, Prahlada en Kardama toegevoegd.
Prajapati's zijn:
- Bhrigu
- Pulastya
- Pulaha
- Kratu
- Angiras
- Marichi
- Daksha
- Atri
- Vasishtha

en soms wordt aan de lijst toegevoegd:
- Narada

## Bhrigu
Bhrigu huwde Khyati, de dochter van Daksha en zij kregen Sri of Lakshmi als dochter. Volgens Manu zijn er tien Maharishi's door hem geschapen, waarvan Bhrigu er één was, die op zijn beurt zeven andere Manu's  schiep. In de Mahabharata is de Bhrigu de zoon van Varuna en een van de vertellers. In de Matsya Purana komen negentien Bhrigu's voor. Ze zouden de ontdekkers van vuur zijn en het naar de mensen hebben gebracht. Parasurama zou van Bhrigu afstammen. Shukracharya, een zoon van Bhrigu was leermeester van Prithu, de eerste koning (adiraja).
Bhrigu moest beslissen wie van de Trimurti Vishnoe, Shiva, Brahma het wijst was en koos voor Vishnoe, omdat hij niet woedend werd, zelfs niet toen Bhrigu zich ook bij hem onhoffelijk gedroeg en zelfs tegen hem aanschopte.

## Pulastya
Via Pulastya werden de Purana's aan de mensen bekend gemaakt. Hij trouwde met Prithi, de dochter van Daksha. De wijze Agastya was zijn zoon. Volgens de Bhagavata Purana is zijn vrouw Havisbhu. Haar zonen zijn Agastya en Visravas, de vader van Kuvera, Ravana en andere Rakshasa's.

## Pulaha
Pulaha huwt met Daksha's dochter Kshama (Geduld) en heeft met haar drie zonen.

## Kratu
Kratu huwt Sannati (Bescheidenheid), een dochter van Daksha, bij wie hij als nakomelingen zestigduizend pygmee wijzen heeft ter grootte van een duim: kuis, vroom en stralend als de zonnestralen.

## Angiras
Angiras(a) zou verscheidene hymnen van de Rig Veda hebben geschreven. Hij huwde Smriti (Herinnering), had bij haar vier dochters en huwt daarna Swaddha en Sati, die ook dochters van Daksha zijn. De Pratyangirasa Richas zijn zijn dochters. Samen met Bhrigu zou hij de vuuraanbidding naar India hebben gebracht. Zijn zoon Garga werd leermeester van Prithu, de eerste koning (adiraja).

## Marichi
Marichi's zoon is Kasyapa. Kasyapa heeft dertien vrouwen, waaronder Diti en Aditi. De zonen van Aditi zijn de Aditya's (onder meer Vishnu, Twastri, Savitri, Mitra en Varuna). Bij Diti had Kasyapa twee zonen: Hiranyakasipu en Hiranyaksha. Zij werden door Vishnu gedood. 

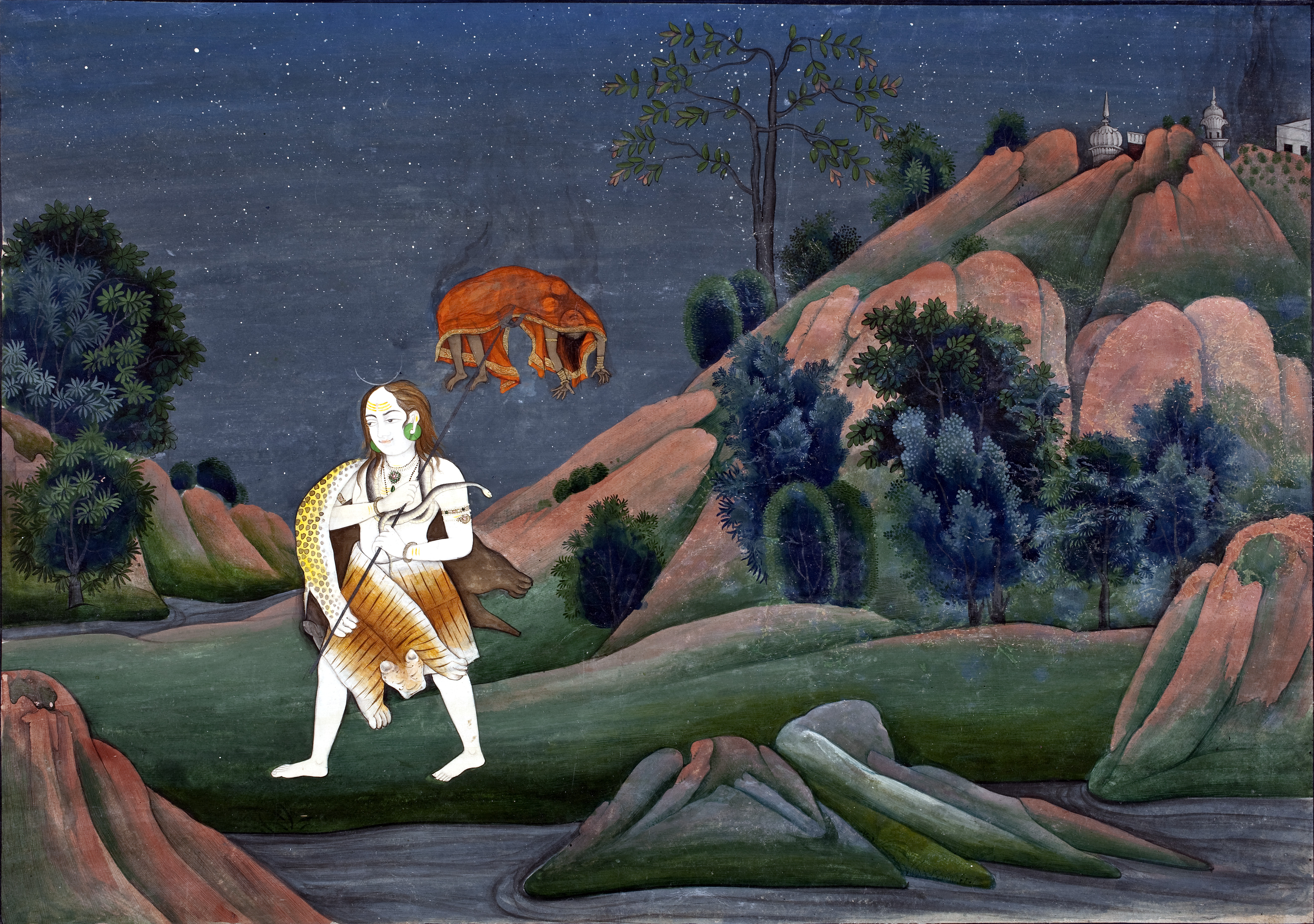
Shiva draagt het lichaam van zijn geliefde Sati

## Daksha
Daksha is wel de vruchtbaarste van de Prajapati's. Het aantal dochters dat hij heeft varieert van tweehonderdvijf in de Purana's tot vierentwintig in de Vishnu Purana. Uma (Devi) werd geboren als Daksha's dochter Sati (Waarheid) en zij huwde, tegen de zin van haar vader in, met Shiva. Zij stortte zich in de vlammen tijdens een offerritueel (Yaga), toen haar echtgenoot Shiva werd beledigd. Toen Shiva hoorde van haar dood, stuurde hij de reus Virabhadra om wraak op Daksha te nemen. Virabhadra sloeg Daksha het hoofd af. Later, toen Shiva weer was gekalmeerd, kreeg Daksha er een ramskop voor terug. Sati werd opnieuw geboren, nu als dochter van Himavat en zijn vrouw Mena. Als Parvati werd ze weer met Shiva herenigd. Daksha bleef nu Shiva eerbiedig toegewijd.
Dertien dochters van Daksha huwden met Marichi's zoon Kasyapa (schildpad), waaronder Kadru en Vinata, respectievelijk de moeder van duizend en twee zonen. Kadru werd onder meer de moeder van de slang Sesha Ananta (waar Vishnoe op rust) en Vasuki  (die, gewikkeld om de Mandara, als touw dienst deed bij het karnen van de Oceaan van melk). Daksha's dochter Aditi huwde eveneens met Kashyapa en werd de moeder van de Aditya's.

## Atri

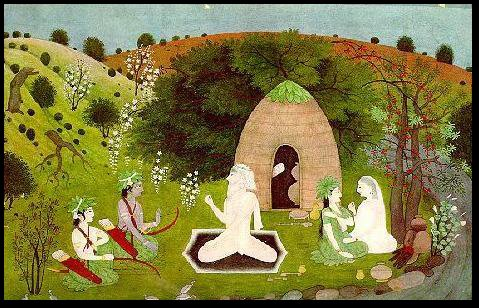
Rama bezoekt Atri's kluizenarij

Atri schreef veel Vedische hymnen en huwde Anasuya. Zij schonk hem de wijze Durvasas. Toen Atri en Anasuya oud waren, kregen ze bezoek van Rama, Sita en Lakshmana.

## Vasishtha
Vasishtha zou samen met Pulastya de Vishnu Purana hebben verteld en zou ook veel van de Vedische hymnen hebben geschreven. Hij zou de Vyasa of samensteller van de Veda's in de dwapara yuga zijn geweest. Vasishtha was de familiepriester van verschillende koningen. Zijn zoon heette Sakti. Vasishtha zou als de zoon van Mitra en Varuna zijn herboren.

## Narada
Narada is de welsprekende boodschapper van de goden, groot musicus, uitvinder van de vina (de Indiase luit) en een wijze wetgever. Hij adviseerde de zonen van de Prajapati's om geen nakomelingen te krijgen en werd daar door Daksha om vervloekt. Ook Brahma vervloekte zijn eigen zoon, nadat die zich niet wilde voortplanten. Voor Narada was de enige weg naar geluk toewijding aan Krishna. Door Narada's tegenvloek zou Brahmâ niet als schepper van de wereld worden vereerd en zou hij verliefd achter zijn eigen dochter aanrennen. Narada wordt ook een ruziemaker genoemd. Door hem was bijvoorbeeld koning Kansa op de hoogte van Krishna's geboorte en doodde de koning de kinderen van Vasudeva. Narada werd een Gandharva in de hemel van Indra. In de Mahabharata figureerde Narada als een religieuze leraar. Hij adviseerde Yudhishthira, de koning van de Pandava's, die het tegen de Kaurava's moesten opnemen. Narada was de vriend en gezel van Krishna en openbaarde aan de dichter Valmiki de Ramayana.